# 金允喬
金允喬（1989年10月12日—），台灣女演員，因在《大學生了沒》擔任固定班底而進入演藝圈。

## 作品

### 節目
- 《大學生了沒》
- 《神馬好時光》
- 《國光幫幫忙》
- 《全民最大黨》

### 電視劇/網路劇
| 年份   | 頻道    | 劇名      | 角色 | 性質       |
| 2016年 | Line TV | 迷徒Chloe | Lulu | 第二女主角 |
| 未播映 |         | 電競高校  | 允喬 | 女主角     |

### 電影/網路電影
| 年份   | 劇名               | 角色   | 性質   |
| 2016年 | 風雲高手           | 梅     | 女配角 |
| 2016年 | 天使學院的愛情戰記 | 關欣怡 | 女配角 |
| 2017年 | 最完美的女孩       | 許美芝 | 女配角 |

### MV
- 陳勢安「非你不可」
- 歐漢聲「愛從分手開始」
- 黃俊融「小嫁」
- 蔡依林「消極掰」

## 外部連結
- 金允喬的Facebook專頁
- 金允喬的Instagram帳戶
- 金允喬的新浪微博